# Mickey Hart
Mickey Hart, född Michael Steven Hartman den 11 september 1943 i Brooklyn i New York, är en amerikansk trumslagare och slagverkare. Hart var trumslagare i Grateful Dead 1967–1971. 1972 släppte han sitt första soloalbum, Rolling Thunder. Han återvände till gruppen 1974 och kom att stanna fram till Jerry Garcías död 1995 då gruppen upplöstes. Hart och Bill Kreutzmann, Grateful Deads andre trumslagare, blev kända som "The Rhythm Devils". Hart har ett stort intresse för världsmusik och 1991 producerade han och spelade på albumet Planet Drum tillsammans med trumslagare från hela världen. Albumet tilldelades en Grammy för bästa världsmusikalbum.

## Diskografi
Album
- Rolling Thunder (1972) – Mickey Hart
- Diga (1976) – Diga Rhythm Band
- The Apocalypse Now Sessions: The Rhythm Devils Play River Music (1980) – Rhythm Devils
- Däfos (1983) – Mickey Hart, Airto Moreira, Flora Purim
- Yamantaka (1983) – Mickey Hart, Henry Wolff, Nancy Hennings
- Music to Be Born By (1989) – Mickey Hart
- At the Edge (1990) – Mickey Hart
- Planet Drum (1991) – Mickey Hart
- Mickey Hart's Mystery Box (1996) – Mickey Hart
- Supralingua (1998) – Mickey Hart
- Spirit into Sound (1999) – Mickey Hart
- The Best of Mickey Hart: Over the Edge and Back (2002) – Mickey Hart
- Global Drum Project (2007) – Mickey Hart, Zakir Hussain, Sikiru Adepoju, Giovanni Hidalgo
- Mysterium Tremendum (2012) – Mickey Hart Band
- Superorganism (2013) – Mickey Hart Band
- RAMU (2017) – Mickey Hart